# Pseudoneaveia
Pseudoneaveia là một chi bướm ngày thuộc họ Lycaenidae.